# كأس السوبر الآسيوي
كأس السوبر الآسيوي كانت مسابقة كرة قدم سنوية بين الفائزين في  الاندية الاسيوية ابطال الدوري و الاندية الاسيوية ابطال الكؤوس. بدأت المسابقة في عام 1995، لكنها انتهت في عام 2002 بعد دمج بطولتي الاتحاد الآسيوي الكبيرتين في دوري أبطال آسيا. أنجح الأندية في المسابقة هما ناد الهلال السعودي وسوون سامسونغ بلووينجز من كوريا الجنوبية. 

## سجل الألقاب
يعتبر نادي نادي الهلال السعودي هو الأكثر نجاحاً في البطولة حيث حققها مرتين أعوام 1997 و2000 و مركز الوصيف عام 2002 و من بعده نادي سوون سامسونج الكوري الجنوبي حققها مرتين أعوام 2001 و2002 و من بعدهم 4 أندية حققتها لمرة واحدة فقط و هم نادي جابيليو إيواتا الياباني عام 1999 ونادي النصر السعودي عام 1998 ونادي سيونغنام الكوري الجنوبي عام 1996 ونادي يوكوهاما مارنيوس الياباني عام 1995 ، و هناك أندية اكتفت بتحقيق الوصافة دون أن تحقق اللقب و منها نادي بوهانق ستيلرز الكوري الجنوبي الذي حقق الوصافة مرتين أعوام 1997 و1998 ونادي الشباب السعودي الذي حقق الوصافة مرة واحدة عام 2001 ونادي الاتحاد السعودي اللذي حقق الوصافة مرة واحدة عام 1999 ونادي شونان بلمار الياباني اللذي حقق الوصافة مرة واحدة عام 1996 و نادي بنك فارمز التايلندي اللذي حقق الوصافة مرة واحدة عام 1995 .

## بطولة مؤهلة لكأس العالم للأندية
كانت بطولة كأس السوبر الآسيوي في مواسم 1998 و1999 و2000 هي البطولة الآسيوية التي  يمثل بطلها الإتحاد الآسيوي لكرة القدم في كأس العالم للأندية حيث مثل نادي النصر السعودي قارة آسيا بصفته بطل كأس السوبر الآسيوي 1998 في كأس العالم للأندية 2000 ونادي جابيلو إيواتا الياباني بطل كأس السوبر الآسيوي 1999 و نادي الهلال السعودي بطل كأس السوبر الآسيوي 2000 في كأس العالم للأندية 2001 لأن الإتحاد الدولي لكرة القدم قرر أن يشارك ناديين من كل اتحاد كروي قاري في كأس العالم للأندية 2001 . كل المعلومات غير صحيحه فقد رشح النصر بدل بطل عام 1999 جابيلو الياباني وبالصوت والصورة خبر ترشيح الفريق الياباني من المعلق غازي صدقة بعد نهاية المباراة بتتويجه بطل السوبر بينه وبين الاتحاد السعودي في جدة .

## نهائيات كأس السوبر الآسيوي
| الموسم | الفريق الفائز         | النتيجة                                                   | الفريق المنافس  |
| ------ | --------------------- | --------------------------------------------------------- | --------------- |
| 2002   | سوون سامسونغ بلووينغز | 1 - 1 (مجموع المباراتين ، 4-2 ركلات ترجيح)                | الهلال          |
| 2001   | سوون سامسونغ بلووينغز | 4 - 3 (مجموع المباراتين)                                  | الشباب          |
| 2000   | لهلال                 | 3 - 2 (مجموع المباراتين)                                  | شيميزو إس-بولس  |
| 1999   | جوبيلو إيواتا         | 2 - 2 (مجموع المباراتين, و أفضلية التسجيل على ملعب الخصم) | الاتحاد         |
| 1998   | النصر                 | 1 - 1 (مجموع المباراتين, و أفضلية التسجيل على ملعب الخصم) | بوهانغ ستيلرز   |
| 1997   | الهلال                | 2 - 1 (مجموع المباراتين)                                  | بوهانغ ستيلرز   |
| 1996   | سيونغنام إلهوا تشنما  | 6 - 3 (مجموع المباراتين)                                  | شونان بلمار     |
| 1995   | يوكوهاما فلوغلس       | 4 - 3 (مجموع المباراتين)                                  | تاي فارمرز بانك |

## الأكثر تتويجاً

### حسب النادي
| النادي                | مرات الفوز | مرات الوصافة |
| --------------------- | ---------- | ------------ |
| الهلال                | 2          | 1            |
| سوون سامسونغ بلووينغز | 2          | 0            |
| يوكوهوما فلوغلس       | 1          | 0            |
| سيونغنام الهوا شنما   | 1          | 0            |
| النصر                 | 1          | 0            |
| جوبيلو إيواتا         | 1          | 0            |
| بوهانغ ستيلرز         | 0          | 2            |
| تاي فارمز بانك        | 0          | 1            |
| شونان بلمار           | 0          | 1            |
| الاتحاد               | 0          | 1            |
| الشباب                | 0          | 1            |
| نادي شيميزو اس-بولس   | 0          | 1            |

### حسب البلد
| # | البلد          | البطولة | الوصافة | الأندية الفائزة                                     |
| - | -------------- | ------- | ------- | --------------------------------------------------- |
| 1 | السعودية       | 3       | 3       | الهلال (2)، النصر (1)                               |
| 2 | كوريا الجنوبية | 3       | 2       | سوون سامسونغ بلووينغز (2)، سيونغنام إلهوا تشنما (1) |
| 3 | اليابان        | 2       | 2       | يوكوهاما فلوغلس (1)، جوبيلو إيواتا (1)              |
| 4 | تايلاند        | 0       | 1       | —                                                   |

### حسب المسابقة
| البطولة             | البطل | الوصيف |
| ------------------- | ----- | ------ |
| دوري أبطال آسيا     | 5     | 3      |
| كأس الكؤوس الآسيوية | 3     | 5      |

## إنظر أيضاً
- كأس السوبر الأوروبي